# Desis kenyonae
Desis kenyonae är en spindelart som beskrevs av Pocock 1902. Desis kenyonae ingår i släktet Desis och familjen Desidae. Inga underarter finns listade i Catalogue of Life.